# أنطونيو دي ثامورا
Hنطونيو دي ثامورا (بالإسبانية: Antonio de Zamora)‏ (مدريد، 1 نوفمبر 1665- أوكانيا، 7 ديسمبر 1727) كاتب مسرحي.

## سيرة حياته
كان مسئول الأمانة العامة للهند في جزء أو قسم من إسبانيا الجديدة في العام 1689، وكان صديقاً للكاتب المسرحي فرانسيسكنو بانثيس كاندامو، وحل محله كشاعر رسمي للبلاط الملكي منذ عام 1694، وكلفته بلدية مدينة مدريد بتاليف (لوس خيروجليفيكوس لمقبرة الملكة الأم السيدة ماريانا) كعمل من أعماله، في الجنائز التي عقدت 19 من مايو بدير سانتو دومينجو الملكي. شغل منصب وصيف الملك كارلوس الثاني عام 1698 بالأضافه إلي كونه مسئول الأمانة العامة في إسبانيا الجديدة.
بالأضافه لذلك كلفته البلدية بكتابات تابوت هذا الملك بالكنيسة المشار إليها وتحتوي (الفاجعة) علي كثير من الوصف لهذه الجنائز جميعها في أبيات شعرية، كما أشار عنوانها الكئيب. واخيرا كتب أيضا (لوس خيروجليفيكوس) عام 1711 لمأتم صاحب السمو السيد لويس دي بوربون، وريث عرش فرنسا، ووالد فيليب الخامس. وتخصص ككاتب مسرحي في إعادة صياغة مسرحيات الباروكية، وخاصة مسرحيات كالديرون دي لا باركا الذي عرف علم البيان لديه بالدقة المذهلة.
كان مناصر شديد الحماسة للبوربون خلال حرب الخلافة، وكان يجب أن يختبئ من (لوس برواوسترياكوس). احتفل بدخول فيليب الخامس لمدريد بالعمل المسرحي (قضية الزواج للجسد والروح)، وبقصيدة غنائية بطولية تسمي (إيبيكو ميتريكو). وقام بتأليف الاوبريت (الحب يهزم الجميع) للأحتفال بولادة لويس الأول عام 1707 وقدم في مسرح (البوين ريتيرو) بموسيقي انطونيو دي ليتريس، وايضا هناك مسرحية موسيقية تسمي (أنجيليكا وميدورو) بدافع الاحتفال بزواج دون لويس. جمع ونشر مسرحياته بعنوان (الأعمال الجديده) ويظهر في ذخيرة هذه المسرحيات كتلميذ للمدرسة الكالديرونيانا، وأعاد صياغة العديد من مسرحيات القرن السابع عشر وعنوانها (الشعبية) لرامون دي لا كروس.
حرث الأنواع الدرامية المعتادة في هذا الوقت: مسرحيات دينية ومقدسة (يهوذا الاسخريوطي، شهاب مدريد والقروي الإهي سان إيسيدرو، مقلاع دافيد)، ومسرحيات تاريخية (كل فرد سلالة علي حدة، خادمة اورليانس (عن خوان دي أركو)، الدفاع عن طريقه، إبادة ثيفا)، ومسرحيات فيجرون *مسرحيات عن شخصيات كوميدية أو هزلية، حيث برزت بصورة خاصة بعض الأعمال (دون دومينجو دي دون بالاس ودون برونو دي كالاهورا)، ولكن تعتبر (المسحور بالقوة) والتي عرضت عام 1698 واحدة من أشهر مسرحيات هذا النوع، والتي فيها يسخر من الأبله دون كلاوديو وأسلوب موليير، برسم شخصية لديها العادات السيئه أكثر من الفضائل، وهذا مشترك في الطبقة القوية باقتصادها، ومكانتها الاجتماعية، وتفوقها الأخلاقي المزعوم، حيث في العمل المسرحي رفضه للزواج جعله يمنع زواج اخته، وسلوكه المتغطرس والمندفع والمتعصب جعله يفكر كثيرا ويقلق من خدامه واصدقائه وطبيبه، وأما عن الشخصيات المحيطه به لم يتبق لديهم خيار سوي أن يحيكوا مؤامرة ليجعلوه يعتقد بإنه مسحور بالموت إذا لم يتزوج، ولذلك سيقوموا باستخدام جميع الوسائل المتاحه لهم.
وكان هذا العمل الاأكثر شهرة في عصره، وهناك أيضا (عاجلا ام أجلا سندفع ثمن أخطائنا) وساحر نساء اشبيليه أو كما تعرف ضيف من حجر) والتي تدور أحداثها حول اسطورة دون خوان، وتعتبر مسرحية اقل تطورا من مسرحية تيرسو مولينا، وأكثر واقعيه من خوسيه ثوريا حيث أنه لم يترك النهاية مفتوحة للشك مثلها، وكانت تعرض خلال أعياد ذكري الموتي كل عام حتي استبدلت بعمل ثوريا. وبالأضافه لذلك جذبت ثامورا الموضوعات التقليدية والخيالية، وتعتبر مسرحيته الخيالية (سحر ساليرنو) جماهيرية جدا. وكتب أيضا نص المسرحية الموسيقية (الرياح فرحة الحب) والتي ألف موسيقاها خوسيه دي نيبرا، ومن أجل هذا النوع من الأعمال فضل المواضيع الاسطورية. ونشرت مسرحياته التي تحمل اسم الأعمال الجديدة في أربعة مجلدات.
في مدريد 1722(أعمال جديدة بنفس المشاهد المسرحيه التي تم تنفيذها)، ومدريد 1744(مسرحيات الوصيف دون أنطونيو دي ثامورا الخاصة ببيت سمو الملك). تعتبر مسرحياته القصيرة فترة التحول بين الاتجاه الأدبي (الشعبية) لرامون دي لا كروس، ويبرز من بينهم الصفعات، والتافهون والتافهات، وقضية المالكة والخادم، ورقصات حب البائع المتجول، وقاضي باريس وجميعهم بهم مشاهد مملؤه بالفكاهة والسخرية، ويمكن العثور عليهم في مجموعة (كوتاريلو).

## أعماله
- .Comedias Nuevas con los mismos saynetes con que se executaron, Madrid, 1722
- Comedias de don Antonio de Zamora gentil-hombre que fue de la casa de su magestad, y su oficial de la Secretaría de Indias, parte de Nueva España, Madrid, 1744